# Packard V-1650
Packard V-1650 je bila ameriška licenčna verzija motorja Rolls-Royce Merlin. Proizvajalo ga je ameriško podjetje Packard Motor Car Company, skupno so zgradili čet 55 tisoč motorjev. Packard V-1650 je bil 12-valjni prisilno polnjeni tekočinsko hlajeni 60° V-motor.
Ameriški lovec North American P-51 Mustang je sprva uporabljal motor Allison V-1710, vendar so ga potem zamenjali z V-1650, kar je bistveno povečalo sposobnosti.

## Uporaba
- Avro Lancaster
- Bell XP-63
- Curtiss P-60
- Curtiss P-40F/L Kittyhawk
- de Havilland Mosquito
- Hawker Hurricane Mk.X, XI, XII
- North American P-51 Mustang
- North American F-82 Twin Mustang
- Supermarine Spitfire Mk.XVI

## Specifikacije (V-1650)
- Tip: 12-valjni prisilno polnjeni tekočinso hlajeni 60° V-motor
- Premer valja: 137,2 mm
- Hod bata: 152,4 mm
- Delovna prostornina: 27,04 L
- Dolžina: 2253 mm
- Širina: 781 mm
- Višina: 1016 mm
- Teža: 746 kg

- Ventili: SOHC, dva vstopna in dva izpuščana za vsak valj
- Polnilnik: dvohitrostni dvostopenjski mehansko gnani z vmesnim hladilnikom
- Gorivni sitem: vplinjač z avtomatskim nastavljanjem mešanice
- Gorivo: 100 oktansko
- Oljni sitem: ena tlačna in dve sesalni črpalki
- Hlajenje: tekočinsko: 70% voda ina 30% etilen glikol

- Specifična moč: 0,95 KM/in³ (43,3 kW/L)
- Kompresijsko razmerje: 6:1
- Razmerje moč/teža: 0,80 KM/lb (1,73 kW/kg) pri vzletu